# 啓明宮城小学校
啓明宮城小学校（けいめいみやぎしょうがっこう）は、宮城県伊具郡丸森町に位置する私立小学校。
学校法人宮城明泉学園によって1966年に創設された。経営者がキリスト信者であるため、徹底的に聖書の教えを学ばせる。
また同学校は語学教育にも特化しており児童は日本語・英語・中国語を自由に話すことができる。このため、この学校の語学教育に興味を示し、視察に訪れる教育関係者も多い。